# Alruna
En nórdico antiguo Alruna u Ölrún, en antiguo alto alemán Ailrun, en alemán moderno Alruna o Alraune es un nombre germánico femenino, derivado del protogermánico *aliruna, de ali- "extraño" (o alternativamente, "dando a luz", "engendrando") y runa "secreto". En alemán, Alruna también era usado como una forma corta de Adelruna, un nombre diferente, con un primer elemento *athal- "noble".
En Völundarkviða, Edda poética, lleva este nombre una de las valquirias, mencionada como hija de Kjárr de Valland.
En la mitología germana, Ailrun es la esposa de Agilaz, el arquero legendario.
Alruna de Cham fue una ermitaña bávara del siglo XI, patrona para la Iglesia católica de las embarazadas.
En alemán, Alraune es también el nombre para la mandrágora.